# Remington, Indiana
Remington är en ort i Jasper County i delstaten Indiana, USA.